# Apamea melania
Apamea melania là một loài bướm đêm trong họ Noctuidae.